# 安田壮史
安田 壮史（やすだ そうし、1984年8月2日 - ）は、静岡県出身のプロバスケットボール選手である。ポジションはガード。2011年にbjリーグの仙台89ERSに入団し、以後富山グラウジーズ、浜松・東三河フェニックスでプレーした後、2012-13シーズン終了をもって引退した。
加藤学園高等学校、新潟大学卒業後、静岡・新潟の中学・高校で保健体育の教諭職に就く傍ら、クラブチームHEDGE HOGでプレー。1試合３Pシュートを10本決めることも度々あった。2010年にbjリーグ仙台89ERSの育成指定選手となり、年明けにアーリーチャレンジ選手制度で契約を結ぶが、出場機会の無いまま89ERSは東日本大震災の影響で活動を一時休止した。そのため安田は富山グラウジーズにレンタル移籍、6試合109分に出場した。平均10.3得点。
2010-11シーズン終了後、2011年bjリーグドラフト会議にて育成7位で仙台に指名され契約するも、2011-12シーズンは出場機会に恵まれず、シーズン終了後、契約満了となった。
2012-13シーズン、浜松・東三河フェニックスと選手契約を結んだ。浜松では出場6試合、出場時間12分、8得点に終わり、シーズン終了に契約満了、
選手生活から退いた。両親が、秋田県横手市大森町出身であり、秋田ケーブルテレビのバスケットボール中継の解説者としてよく登場した。プレステージ・インターナショナル社のバスケット部ヘッドコーチも勤めた。
2017年10月に元三菱電機コアラーズの青山景子と結婚し、青山壮史となった。